# Yargı
Yargı (no Brasil, Yargı: Segredos de Família) é uma telenovela turca produzida pela Ay Yapım e exibida pelo Kanal D de 19 de setembro de 2021 a 26 de maio de 2024. 
A trama é criada e escrita por Sema Ergenekon e conta com a direção de Ali Bilgin e Beste Sultan Kasapogullari. A produção é protagonizada por Kaan Urgancıoğlu e Pınar Deniz.
Em 2023, o folhetim foi indicado ao Emmy Internacional na categoria "Melhor Telenovela", junto com a portuguesa Para Sempre e as brasileiras Pantanal e Cara e Coragem e acabou vencendo a competição. A trama se tornou a segunda produção turca a ganhar um prêmio Emmy na mesma categoria, a primeira foi Kara Sevda, também da Ay Yapım. 

## Sinopse
Celina é uma advogada que não acredita totalmente na justiça, e por isso passa por cima de todas as regras quando possível. Ela se tornou advogada após seu pai ser preso acusado injustamente, ficando cinco anos longe da família. Por outro lado, Isaque é um promotor muito respeitado e que teme as leis, sendo capaz de tudo para defender seu trabalho e seus príncipios. Seu pai é um chefe de polícia, o qual ele tem como exemplo de honestidade e dedicação à justiça. Quando o irmão de Isaque, Saulo, é preso acusado de matar uma mulher, Celina é contratada para livrar o irmão do promotor da cadeia. Durante este percuso recheado de suspense, muita intriga, e reviravoltas, duas pessoas tão diferentes se veem interligadas por um caso de assassinato que une suas famílias e revela muitos segredos.

## Exibição no Brasil
A Primeira temporada foi adicionada ao catálogo da plataforma de streaming Max no Brasil em 19 de junho de 2023, com exibição em blocos de capítulos toda segunda-feira. A atração foi disponibilizada totalmente reeditada com capítulos mais curtos comparados a versão original, em seu total foram disponibilizados 111 capítulos, com dublagem em português, além de aúdio original em turco e legendas em português do Brasil, sua segunda temporada foi adicionada em 02 de junho de 2025
A Primeira Temporada foi exibida pela primeira vez pelo TNT Novelas entre 29 de janeiro à 28 de junho de 2024, substituindo Iludida e sendo substituída por A Promessa.
A sua primeira temporada foi exibida pela segunda vez pelo TNT Novelas entre 28 de outubro de 2024 a 31 de março de 2025 às 17h30 e sendo substituída por Eu Não Sou Um Robô.

## Elenco
- Kaan Urgancıoğlu como Isaque Kaya
- Pınar Deniz como Celina Erguvan
- Hüseyin Avni Danyal como Mário Kaya
- Uğur Polat como Ivan Tilmen
- Mehmet Yılmaz Ak como Pablo Seçkin
- Uğur Aslan como Eric Duman
- Arda Anarat como Saulo Kaya
- Nilgün Türksever como Laura Tilmen
- Zeyno Eracar como Gil Erguvan
- Pınar Çağlar Gençtürk como Aline Erguvan Yılmaz
- Onur Özaydın como Osmar Yılmaz
- Zeynep Atılgan como Carla Yılmaz
- Zeynep Parla como Maia Demetoğlu
- Eray Ertüren como César
- Yiğit Kalkavan como Raul
- Başak Gümülcinelioğlu como Nina
- Özlem Çakar como Martha
- Onur Durmaz como Heitor Tilmen
- Ali Seçkiner Alıcı como José Carlos (Zeca) Erguvan
- Ece Yüksel como Iris Erguvan
- Esma Yeşim Gül como Sandy Erguvan